# Морская горчица черноморская
Морска́я горчи́ца черномо́рская, или Морска́я горчи́ца эвкси́нская (Cakile maritima subsp. euxina) — вид цветковых растений рода Морская горчица (Cakile) семейства Капустные (Brassicaceae). В соответствии с МКБН более правильным наименованием является Морская горчица морская подвид черноморская, однако оно не встречается в авторитетных источниках.

## Ботаническое описание
Однолетнее травянистое растение до 30 см высотой. Стебли голые, растопыренные; листья перистораздельные, мясистые. Цветение и плодоношение в мае-октябре.

## Распространение и экология
Встречается на побережьях Азовского и Чёрного морей в России, на Украине (в том числе в Крыму), в Румынии, Болгарии, Турции, а также на Кавказе. В Крыму произрастает на песчаных и галечниковых берегах моря.

## Охрана
Вид включён в Красную книгу Ростовской области. Причина сокращения его численности — хозяйственная деятельность человека.

## Классификация

### Таксономия[4]
Cakile maritima subsp. euxina (Pobed.) Nyár., 1955,  Fl. Republ. Popul. Român. 3: 480. 1955
Подвид Морская горчица морская подвид черноморская относится к виду Морская горчица морская (Cakile maritima) рода Морская горчица (Cakile) семейства Капустные (Brassicaceae) порядка Капустоцветные (Brassicales). Кладограмма в соответствии с Системой APG IV по состоянию на июнь 2023 года:
|  |                                      |  |                                   |                                   |                     |  | ещё 16 семейств | ещё 16 семейств |                         |  |  |  | еще 6 подтвержденных видов и 1 вид, ожидающий подтверждения | еще 6 подтвержденных видов и 1 вид, ожидающий подтверждения |  |  |
|  |                                      |  |                                   |                                   |                     |  | ещё 16 семейств | ещё 16 семейств |                         |  |  |  | еще 6 подтвержденных видов и 1 вид, ожидающий подтверждения | еще 6 подтвержденных видов и 1 вид, ожидающий подтверждения |  |  |
|  |                                      |  |                                   | порядок Капустоцветные            |                     |  |                 |                 | род Морская горчица     |  |  |  |                                                             | Морская горчица морская подвид черноморская                 |  |  |
|  |                                      |  |                                   | порядок Капустоцветные            |                     |  |                 |                 | род Морская горчица     |  |  |  |                                                             | Морская горчица морская подвид черноморская                 |  |  |
|  | отдел Цветковые, или Покрытосеменные |  |                                   |                                   | семейство Капустные |  |                 |                 | Морская горчица морская |  |  |  |                                                             |                                                             |  |  |
|  | отдел Цветковые, или Покрытосеменные |  |                                   |                                   |                     |  |                 |                 |                         |  |  |  |                                                             |                                                             |  |  |
|  |                                      |  | ещё 63 порядка цветковых растений | ещё 63 порядка цветковых растений |                     |  |                 | ещё 354 рода    | ещё 354 рода            |  |  |  | еще 2 внутривидовых таксона                                 |                                                             |  |  |
|  |                                      |  |                                   | ещё 63 порядка цветковых растений |                     |  |                 |                 | ещё 354 рода            |  |  |  |                                                             |                                                             |  |  |